# Mammillaria tonalensis
La biznaga de Tonalá (Mammillaria tonalensis) es una biznaga de la familia de los cactos (Cactaceae). La palabra Mammillaria viene del latín mamila, pezón o teta y de -aria, que posee, lleva, es decir significa, ‘que lleva mamilas’, refiriéndose a los tubérculos.

## Clasificación y descripción
Es una biznaga de la tribu Cacteae, familia Cactaceae. Es un cactus que tiene crecimiento ramificado. Sus tallos son de forma cilíndrica, de 4 a 12 cm de altura y 2 a 3.5 cm de diámetro. Las protuberancias del tallo (tubérculos) son cónico-cilíndricos, de color verde claro y presentan jugo acuoso, el espacio entre ellos (axilas) tienen poca lana. Los sitios en los que se desarrollan las espinas se denominan aréolas, en esta especie tienen forma elíptica, con más o menos 12 espinas, generalmente presenta una en el centro de la aréola (central) ganchuda, cuando joven pardo rojiza, con la edad negra; mientras que las espinas de la orilla (radiales) son blancas. Las flores son pequeñas y tienen forma de embudo, miden 15 mm de longitud y 10 a 12 mm de diámetro, son de color de carmín con los bordes blancos. Los frutos son claviformes rojo brillantes, las semillas negras. Es polinizada por insectos y se dispersa por semillas.

## Distribución
Es endémica del estado de Oaxaca, en la Mixteca. Originaria de la localidad de Santo Domingo Tonalá, de donde toma su nombre.

## Ambiente
Se desarrolla entre los 1000 a 1400 m s. n. m., en acantilados calizos del bosque tropical caducifolio.

## Estado de conservación
Debido a sus características, esta especie ha sido extraída de su hábitat para ser comercializada de manera ilegal, aunque no se tiene cuantificación del daño que esto ha producido a las poblaciones. Es endémica a México y se considera en la categoría de Amenazada (A) de la Norma Oficial Mexicana 059.  En la lista roja de la IUCN se considera de Preocupación Menor (LC).